# Stanley Harding Mortensen
Stanley Harding Mortensen, més conegut com a Stan Mortensen, (South Shields, 26 de maig de 1921 - South Shields, 22 de maig de 1991) fou un futbolista anglès de les dècades de 1940 i 1950.

## Trajectòria
Jugà un partit amb la selecció de Gal·les el 25 de setembre de 1943 com a convidat. Ivor Powell es lesionà i Mortensen, que era un dels reserves del rival Anglaterra, ocupà el seu lloc. El 25 de maig de 1947 debutà amb Anglaterra, enfront Portugal, selecció amb la qual disputà el Mundial de 1950 al Brasil. En total jugà 25 partits en els quals marcà 23 gols.
Pel que fa a clubs, la major part de la seva carrera la passà al Blackpool, amb qui marcà 197 gols en 317 partits de lliga. Després de nou anys al Blackpoo marxà al Hull City, Southport, Bath City i després d'una primera retirada, al Lancaster City.
Fou entrenador del Blackpool entre 1967 i 1969.

## Palmarès
Blackpool
- FA Cup:
  - 1952-53